# Língua sundanesa
O sundanês ou língua sundanesa (Basa Sunda, literalmente "língua de Sunda") é a língua de aproximadamente 27 milhões de pessoas da parte ocidental de Java ou aproximadamente 15% da população da Indonésia.
A língua Sundanesa é a primeira e mais usada língua em Java, tanto na região Central como na Leste da ilha.

## Classificação
O sundanês é classificado como uma língua austronésia - malaio-polinésia - malaio polinésia ocidental – línguas súndicas, que se dividem em vários dialetos que variam de uma localidade a outra: 
- Banten,
- Bogor,
- Priangan
- Cirebon.

O dialeto Priangan, que cobre a maior parte de Sunda, é o principal dialeto da língua sundanesa e o ensinado nas escolas dessa ilha. 

## Escrita
Atualmente o sundanês é escrito utilizando o alfabeto latino, sendo sua ortografia altamente fonética.
Ainda é usada, porém, com certa significância, a escrita Sundanesa. Essa escrita teve origem na Antiga Escrita Sundanesa (Aksara Sunda Kuna), foi usada entre os séculos XIV e XVIII, tendo sido  padronizada nos anos 1990 (século XX).
Trata-se de combinações de traços na sua maior parte retilíneos:
- 18 consoantes (Aksara Ngalagena).
- 07 vogais (Aksara Swara)
- 14 diacríticos (Rarangkén)
- 05 consoantes para palavras de origem externa (q, v, f, x, z)
- 10 numerais

Escreve-se o sundanês também com o alfabeto árabe.

## Fonologia

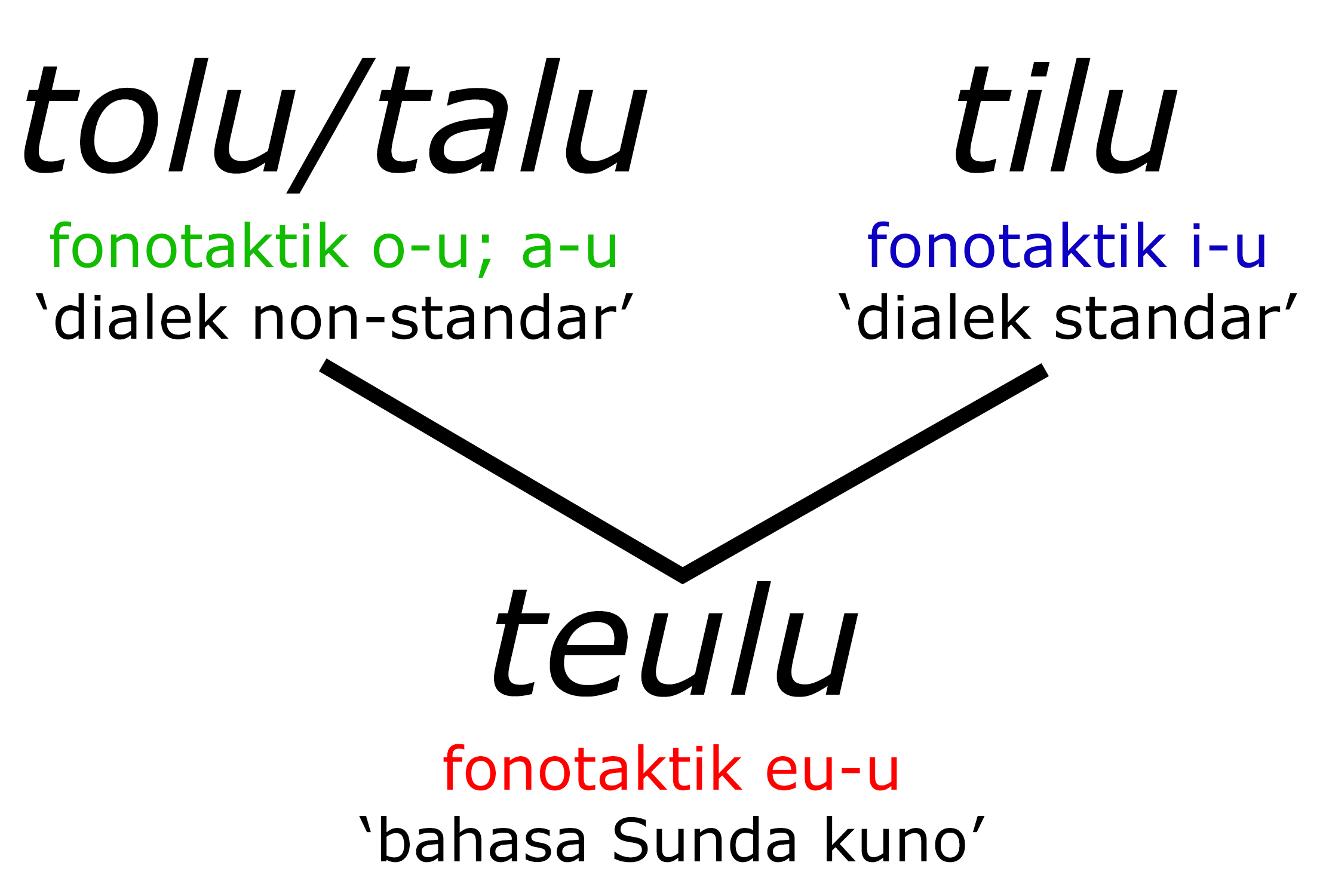
Mudanças fonotáticas do antigo sundanês para o moderno sundanês

Há cinco sons vocálicos puros: a (/ɑ/), é (/ɛ/), i (/i/), o (/ɔ/), u (/ʊ/), e duas vogais neutras; e (/ə/), e eu (/oʊ/). Os fonemas consonantais (18 ) são expressos pelas consoantes p, b, t, d, k, g, c (pronunciado como /tʃ/), j, h, ng (que também ocorre no início da palavra), ny (/ɳ/), m, n, s (/s/), w, l, r (vibrado ou preso) e y. 
Outras consoantes que originalmente aparecem na maioria das palavras emprestadas do indonésio se convertem em outras consoantes: f → p, v → p, sy → s, sh → s, z → j, e kh (/x/) → h.
Há 16 consoantes na fonologia sundanesa: /b/, /ts/, /d/, /g/, /h/, /dʒ/, /k/, /l/, /m/, /n/, /p/, /r/, /s/, /n/, /t/, /n'/, há também três consoantes /f, v, z/ que existem no sundanês provenientes de palavras emprestadas de outras línguas, naturalmente, não são consoantes sundanesas.
W e J não são classificadas, na fonologia, nem como vogais, nem como consoantes:
Kueh - /ku w eh/ ;  Muih - /mu w ih/ ;  Miang - Mi j an/ 
Os fonemas /w/ e j/ funcionam como semivogal I entre duas vogais diferentes, nas palavras:
wa - rung ; wa - yang ; ba - wang ; ha - yang ; ku - ya

## Gramática

### Verbos
Há distinção entre os verbos utilizadoa para conversação normal (informal) e polida (formal:
| Português   | Sundanês (normal) | Sundanês (polido)                     |
| ----------- | ----------------- | ------------------------------------- |
| comer ..    | dahar ..          | tuang ..(p/ outro) neda ..(quem fala) |
| beber ..    | inum ..           | leueut ..                             |
| escrever .. | tulis ..          | serat ..                              |
| ler ..      | maca ..           | maos ..                               |
| esquecer .. | poho ..           | hilap ..                              |
| lembrar ..  | inget ..          | emut ..                               |
| sentar ..   | diuk ..           | calik ..                              |
| levantar .. | tangtung ..       | adeg ..                               |
| caminhar .. | jalan ..          | papah ..                              |

### Voz ativa
A voz ativa da maioria dos verbos já está implícita na raiz do verbo, como, por exempl, 'diuk' ou 'dahar'. Outros dependem do primeiro fonema na raiz do verbo:
1. os primeiros fonemas em 'd' são eliminados em mudados em prefixos 'nga' - como em 'ngadahar'
2. os primeiros fonemas em 'i' são eliminados em mudados em prefixos 'ng' - como em 'nginum'
3. os primeiros fonemas em 'b' são eliminados em mudados em prefixos 'm' - como em 'maca'

### Interrogativo
Iniciam-se as questões com Dupi
Exemplos (forma polida):
- Dupi Bapa aya di bumi? (seu pai está em casa?)
- Dupi bumi di palih mana? (onde você mora?)

### Adjetivos
exemplos:
teuas (difícil), tiis (frio), hipu (suave), lada (quente, mais para comida), haneut (morno), etc.

### Preposições

#### Local
| Português     | Sundanês (normal)     | Sundanês (polido)       |
| ------------- | --------------------- | ----------------------- |
| acima ..      | diluhureun ..         | diluhureun ..           |
| atrás ..      | ditukangeun ..        | dipengkereun ..         |
| sob ..        | dihandapeun ..        | dihandapeun ..          |
| dentro ..     | di jero ..            | di lebet ..             |
| fora ..       | di luar ..            | di luar ..              |
| entre .. e .. | di antara .. jeung .. | di antawis .. sareng .. |
| de frente ..  | hareup ..             | payun ..                |
| de costas ..  | tukang ..             | pengker ..              |

#### Tempo
| English | Sundanês (normal) | Sundanês (polido) |
| ------- | ----------------- | ----------------- |
| antes   | saacan            | sateuacan         |
| depois  | sanggeus          | saparantos        |
| durante | basa              | nalika            |
| passado | baheula           | kapungkur         |

#### Outros
| Português      | Sundanês (normal) | Sundanese (polido) |
| -------------- | ----------------- | ------------------ |
| de (origem)    | tina              | tina               |
| para (destino) | jang              | kanggo             |

## Amostra de Texto
Transliterado:
Sakumna jalma gubrag ka alam dunya teh sifatna merdika jeung boga martabat katut hak-hak anu sarua. Maranehna dibere akal jeung hate nurani, campur-gaul jeung sasamana aya dina sumanget duduluran.
Tradução:
Todos seres humanos nascem livres e iguais em dignidade e direitos. São providos de razão e consciência e devem agir entre si num espírito de fraternidade. Artigo 1 da Declaração dos Direitos Humanos.